# Henckelia gambleana
Henckelia gambleana är en tvåhjärtbladig växtart som först beskrevs av C.E.C. Fischer, och fick sitt nu gällande namn av A. Weber och Brian Laurence Burtt. Henckelia gambleana ingår i släktet Henckelia och familjen Gesneriaceae. Inga underarter finns listade i Catalogue of Life.